# Нова Чигла
Нова Чигла (рос. Новая Чигла) — село у Таловському районі Воронезької області Російської Федерації.
Населення становить 2474 особи (2010). Входить до складу муніципального утворення Новочигольське сільське поселення.

## Історія
Населений пункт розташований у межах українського історичного регіону Східна Слобожанщина.
Від 1928 року належить до Таловського району, спочатку в складі Центрально-Чорноземної області, а від 1934 року — Воронезької області.
Згідно із законом від 15 жовтня 2004 року входить до складу муніципального утворення Новочигольське сільське поселення.

## Населення
| 1959 | 2002  | 2010  |
| ---- | ----- | ----- |
| 7176 | ↘3020 | ↘2474 |